# Licensed to Ill
Licensed to Ill è il primo album in studio dei Beastie Boys, uscito alla fine del 1986. È dedicato alla memoria della madre di Adam Horovitz, Doris O'Kefee, morta nello stesso anno.
La rivista Rolling Stone lo ha inserito al primo posto nella lista dei 100 migliori album di debutto di tutti i tempi.

## Il disco
Il successo di vendite di Licensed to Ill fu travolgente; trainato dal famosissimo singolo (You Gotta) Fight for Your Right (to Party), celebre anche per il video, nel quale i tre ragazzi di New York recitano in un fantomatico party con torte in faccia e baci galeotti (la canzone raggiunse la settima posizione della Billboard Hot 100 nel 1987), vendette 700 000 copie in poche settimane, divenute alla fine cinque milioni: un risultato che nessun album hip hop degli anni ottanta seppe eguagliare. L'album è stato poi nominato, nel 2003, il 217° album più bello di tutti i tempi secondo la rivista Rolling Stone.
Dal punto di vista musicale, l'album è caratterizzato da pezzi ben diversi tra di loro quanto a stile e strumenti utilizzati; pur essendoci una prevalenza di suoni tipici del rap, non mancano riffs di chitarra elettrica, che mescolati ai grooves del comune hip hop, danno vita ad una musica originale e capace di attirare l'attenzione di appassionati di altri generi, come l'heavy metal, che i Beasties parodiarono nel video di No Sleep till Brooklyn, pezzo che li fece conoscere anche in Inghilterra e chiaramente ispirato dall'album live No Sleep 'til Hammersmith dei Motörhead. Non a caso questo album è stato riconosciuto come il precursore del rap metal, movimento che inizierà a diffondersi proprio nella seconda metà degli anni '80. A mostrare interesse e curiosità verso tali sperimentazioni furono anche musicisti di questo genere, come il chitarrista degli Slayer Kerry King, che collaborò alla realizzazione della parte prettamente rock sia di Fight For Your Right che del pezzo citato in precedenza: altri accordi heavy metal compaiono nei brani Rhymin' & Stealin'  e She's Crafty.

## Tracce
1. Rhymin' & Stealin' – 4:08
2. The New Style – 4:36
3. She's Crafty – 3:35
4. Posse in Effect – 2:27
5. Slow Ride – 2:56
6. Girls – 2:14
7. (You Gotta) Fight for Your Right (to Party) – 3:28
8. No Sleep till Brooklyn – 4:07
9. Paul Revere – 3:41
10. Hold It Now, Hit It – 3:26
11. Brass Monkey – 2:37
12. Slow and Low – 3:38
13. Time to Get Ill – 3:37

## Formazione
- Michael Diamond - voce
- Adam Horovitz - voce
- Adam Yauch - voce
- Rick Rubin - campionamenti
- Kerry King - chitarra nelle tracce 7 e 8

## Classifiche

### Classifiche settimanali
| Classifica (1987)     | Posizione massima |
| --------------------- | ----------------- |
| Australia             | 62                |
| Canada                | 5                 |
| Finlandia             | 26                |
| Germania              | 23                |
| Nuova Zelanda         | 12                |
| Paesi Bassi           | 15                |
| Regno Unito           | 7                 |
| Stati Uniti           | 1                 |
| Stati Uniti (hip-hop) | 2                 |
| Svezia                | 30                |

### Classifiche di fine anno
| Classifica (1987) | Posizione |
| ----------------- | --------- |
| Canada            | 28        |
| Germania          | 57        |
| Paesi Bassi       | 20        |
| Regno Unito       | 50        |
| Stati Uniti       | 3         |